# Yasutarō Matsuki
Yasutarō Matsuki (jap. 松木 安太郎, Matsuki Yasutarō; * 28. November 1957 in Tokio, Präfektur Tokio) ist ein ehemaliger japanischer Fußballspieler und -trainer.

## Nationalmannschaft
1984 debütierte Matsuki für die japanische Fußballnationalmannschaft. Matsuki bestritt 11 Länderspiele.

## Errungene Titel
- Japan Soccer League: 1983, 1984, 1986/87
- Kaiserpokal: 1984, 1986, 1987

## Persönliche Auszeichnungen
- Japan Soccer League Best Eleven: 1983, 1984, 1986/87